# Leopold Zielke
Leopold Ludwig Zielke, auch Zielcke (* 8. August 1793 in Danzig; † 8. Januar 1861 in Berlin) war ein deutscher Architekt,  Maler, Zeichner und Lehrer.

## Biografie

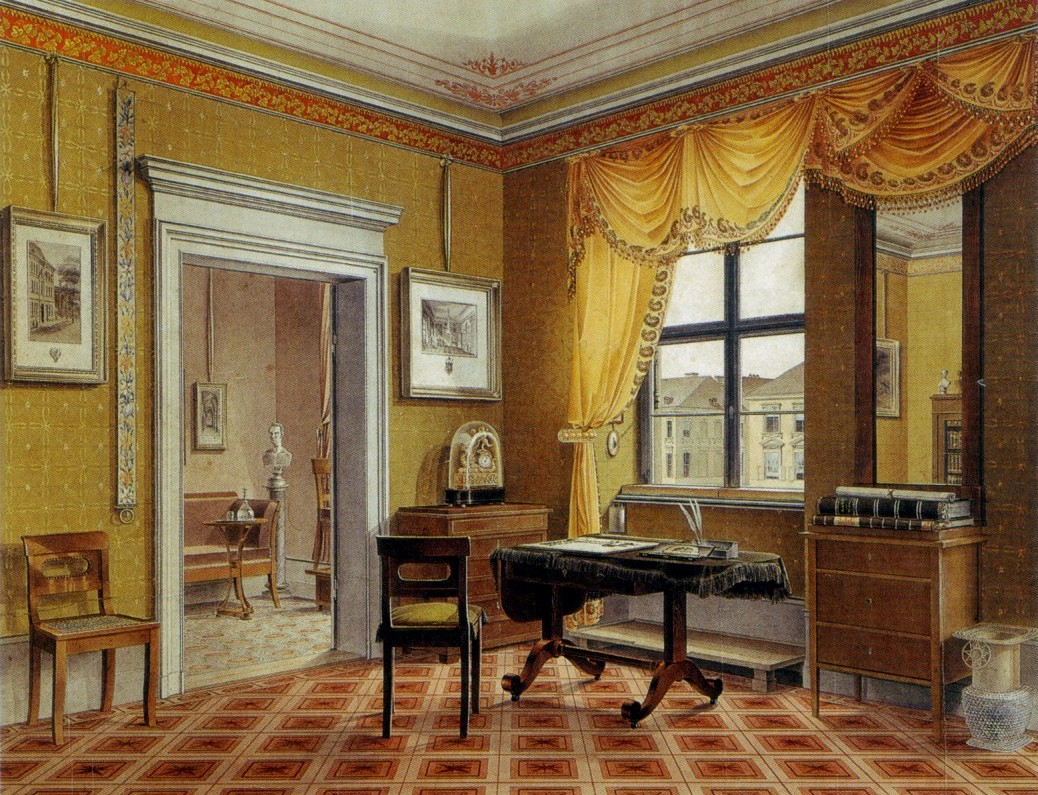
Das Arbeitszimmer von Leopold Zielke, um 1825

Zielke erhielt seine erste Ausbildung vermutlich in Danzig, denn er wird als Danziger Architekt bezeichnet, der 1815 von der Königlichen Porzellan-Manufaktur für den Unterricht im perspektivischen Zeichnen berufen wurde. Zu seinen Schülern gehörten u. a. Eduard Gaertner, Johann Heinrich Hintze und Wilhelm Schirmer. Bereits ab 1814 studierte er an der Akademie der Künste in Berlin. 1820 erhielt er dort eine Assistentenstelle bei Professor Erdmann Hummel. Außerdem übernahm er um 1820 eine Lehrtätigkeit an der Bauakademie für die Fächer Perspektive und Planzeichnen. Zielke erstellte eine Reihe von Lehrtafeln für einen Kursus für Architektur mit 10 Tafeln, einen Kursus für griechische Architektur mit 25 Zeichnungen (1826) und einen weiteren mit 22 Blättern (1832). Für seine Verdienste wurde er 1826 mit dem Titel eines akademischen Professors beehrt. Sein künstlerischer Schwerpunkt lag auf der Darstellung von Prospekten, insbesondere von Berlin und Potsdam. Er malte Ölbilder und Aquarelle und fertigte auch viele Zeichnungen an. Er beschickte von 1814 bis 1844 die Ausstellungen der Akademie der Künste.